# La esposa de William St Quintín
La esposa de William St Quintín es un cuadro de Thomas Gainsborough.
Thomas Gainsborough (1727-1788), conocido retratista en la etapa del rococó británico, profundizó en el sentido melancólico de Van Dyck, además de mostrar un gran interés por el paisajismo, algo bastante novedoso en este estilo, pero que se puede relacionar con el futuro paisajismo inglés de la época romántica y autores como John Constable. De hecho, Gainsborough es famoso por haber sido capaz de conjugar retrato y paisaje en una misma obra, siendo ambos capaces de sorprender al espectador en cuanto a sus calidades.
Debido a la cronología del cuadro, podemos a identificar al marido de la retratada como Sir William St Quintín (c. 1700 – 9 de mayo de 1770), cuarto baron de Harpham y de Scampston en Yorkshire, quien fue un importante terrateniente y miembro del Parlamento.
Éste era el mayor de los hijos de Hugh St Quintín ; accedió a la categoría de barón en 1723 a la muerte de su tío, Sir William St Quintin, el cual nunca se había casado.
Sir William St Quintín se casó con Rebecca, hija de Sir John Thompson, Señor Alcalde de Londres en 1736; la cual puede ser la representada en esta obra años más tarde.

## Obra
Realizada entre 1767-8 en óleo sobre lienzo. Mide 2,08 x 1,47 metros, fue cedida a la Tate Gallery por el vizconde Portman. Esta pintura también es conocida como "La esposa de Henry Portman".
Lo que más sorprende del cuadro es la belleza tan uniforme del tratamiento de la pintura en la cara, las manos y los brazos, además del vestido y el fragmento de paisaje que se encuentra la izquierda de la obra, realizado por el mismo Gainsborough.
Se puede calificar como un hermoso conjunto, en armonía con la interpretación de la psicología de la dama, pues se dice que Gainsborough conseguía captar de forma genuina el carácter de sus retratados, razón por la cual tuvo disputas con Sir Joshua Reynolds, retratista oficial de la corte. Aun así, presenta un carácter modesto y no refleja ningún tipo de pretensión de mostrar algún tipo de idealización o alguien que no es.
La retratada aparece sentada en un sillón adosado a la pared, presenta en la mano una rosa, y una sonrisa que dulcifica la expresión de su rostro; esta, se corresponde con la benignidad que representa su pose.
El raso del vestido, la pared rojiza y la puerta gris consiguen una armonía buscada en la atmósfera que envuelve al personaje y que ratifica a la benignidad anteriormente citada.
Se dice que, en ella, Gainsborough representa cierta languidez, también propia de su espíritu personal, a pesar de estar retratando a una dama aristócrata de la clase dominante y dirigente, cuyo cuerpo “está hecho para la acción”, según cita Waterhouse en su obra Pintura en Gran Bretaña 1530-1790.
Este cuadro es, a veces, catalogado como uno de los más bellos de Gainsborough.
- Datos: Q5966597